# Соганлик (станція метро)
40°54′46″ пн. ш. 29°11′31″ сх. д. / 40.9127° пн. ш. 29.1920° сх. д.
Соганли́к (тур. Soğanlık) — станція лінії М4 Стамбульського метро. Відкрита 17 серпня 2012 року поряд з п'ятнадцятьма іншими станціями у черзі Ускюдар — Картал.
Конструкція — станція глибокого закладення, має острівну платформу та дві колії.
Розташована під автострадою D.100, у кварталі Соганлік-Єни, Картал.
Пересадки:Автобуси: 16C, 16KH, 16S, 16Z, 17K, 17P, 21K, 130, 130A, 130E, 130Ş, 132G, 132M, 134GK, 251, 500T, E-10, KM11, KM12, KM21, KM23, KM25, KM29, KM32, KM60, KM70, KM71  
Маршрутки: Гарем — Гебзе, Кадикьой — Угур-Мумджу